# خوسيبا أغيري (لاعب كرة قدم)
خوسيبا أغيري (بالإسبانية: Joseba Agirre López)‏ هو لاعب كرة قدم إسباني في مركز الوسط، ولد في 17 مارس 1964 في أورتويلا في إسبانيا. لعب مع أتلتيك بيلباو ب وأتلتيك بيلباو وديبورتيفو ألافيس وسيلتا فيغو ونادي بورغوس.

## وصلات خارجية
- خوسيبا أغيري (لاعب كرة قدم) على موقع قاعدة بيانات كرة القدم.إي يو (الإنجليزية)
- خوسيبا أغيري (لاعب كرة قدم) على موقع عالم كرة القدم.نت (الإنجليزية)